# 圣帕斯图斯
圣帕斯图斯（法語：Saint-Pastous，法語發音：[sɛ̃ pastus]）是法国上比利牛斯省的一个市镇，属于阿热莱斯加佐斯特区。

## 地理
圣帕斯图斯（43°0'49"N, 0°3'32"W）面积8.2 平方千米，位于法国奧克西塔尼大區上比利牛斯省，该省份为法国西南部内陆省份，北至热尔省，西接大西洋比利牛斯省，南与西班牙接壤，东临上加龙省。
与圣帕斯图斯接壤的市镇（或旧市镇、城区）包括：热村、艾罗斯-阿尔布伊克斯、贝尔贝吕斯特-利亚斯、博-锡扬、加佐斯特、维耶尔-博尔德。
圣帕斯图斯的时区为UTC+01:00、UTC+02:00（夏令时）。

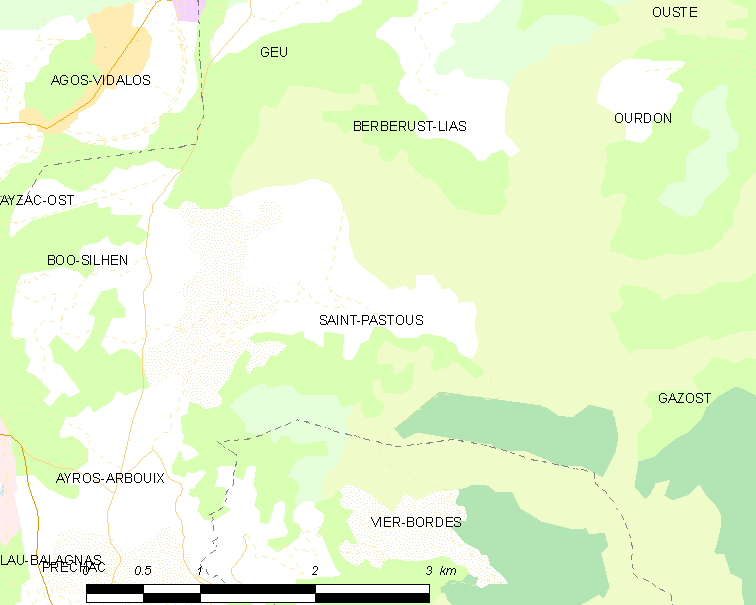
圣帕斯图斯的OSM定位图

## 行政
圣帕斯图斯的邮政编码为65400，INSEE市镇编码为65393。

## 政治
圣帕斯图斯所属的省级选区为激流谷县。

## 人口

1962-2008年间圣帕斯图斯人口变化图示

圣帕斯图斯于2022年1月1日时的人口数量为149人。